# Mauro Aldave
Mauro Aldave, vollständiger Name Mauro Esteban Aldave Benítez, (* 7. November 1984 in Montevideo) ist ein uruguayischer ehemaliger Fußballspieler.

## Karriere
Der 1,95 Meter große Offensivakteur Aldave stand zu Beginn seiner Karriere im Jahr 2001 in Reihen des Colón FC. Von 2002 bis Ende 2006 spielte er für den Rocha FC. In den vier ab 2004 folgenden Erstligaspielzeiten kam er bei den Osturuguayern zu 37 Einsätzen in der Primera División und schoss 15 Tore. Sodann wechselte er für die erste Jahreshälfte 2007 nach Paraguay zu Cerro Porteño. Anschließend kehrte er nach Uruguay zurück und bestritt in der Apertura 2007 sieben Erstligapartien (kein Tor) für Bella Vista. In den ersten sieben Monaten des Folgejahres war Unión Lara sein Arbeitgeber. Die Venezolaner verließ er Anfang August 2008, um sich dem uruguayischen Zweitligisten Sud América anzuschließen. Im ersten Halbjahr 2009 folgte ein Engagement in Costa Rica bei Municipal Liberia. Es folgte ein Wechsel zu Deportivo Merlo. 20 für ihn persönlich torlose Ligabegegnungen bestritt er von seinem ersten Einsatz am 12. September 2009 bis zu seiner letzten Spielbeteiligung am 15. Mai 2010 bei den Argentiniern in der Primera B Nacional. In der Apertura 2010 lief er für den uruguayischen Zweitligisten Durazno FC in zehn Partien der Segunda División auf und erzielte dabei zwei Treffer. 2011 spielte er zunächst für TU Ambato in Ecuador. Sodann stand er ab Mitte Juli für rund zwei Monate in Reihen des honduranischen Vereins Atlético Choloma, für den er fünf Ligabegegnungen (kein Tor) absolvierte. Für das restliche Jahr war The Strongest Aldaves Arbeitgeber. Zweimal (kein Tor) wurde er bei den Bolivianern in der LFPB eingesetzt. In der Clausura 2012 kam er sechsmal (ein Tor) beim Zweitligisten Juventud aus Las Piedras zum Einsatz. Anfang August 2012 verpflichtete ihn zum zweiten Mal in seiner Laufbahn der Rocha FC. Im Juli 2013 wechselte er nach El Salvador zu Atlético Marte. Dort traf er fünfmal bei 17 Einsätzen in der Primera División. Im Februar 2014 setzte er seine Karriere bei EC Juventude fort. Ohne ein Ligapflichtspiel für die Brasilianer absolviert zu haben, schloss er sich Mitte August 2014 Club Sportivo Cerrito an. In der Saison 2014/15 stehen bei den Montevideanern 22 Zweitligaeinsätze und acht erzielte Tore für ihn zu Buche.